# Ripalimosani
Ripalimosani là một đô thị ở tỉnh Campobasso trong vùng Molise thuộc nước Ý, có vị trí cách khoảng 6 km về phía bắc của Campobasso. Tại thời điểm ngày 31 tháng 12 năm 2004, đô thị này có dân số 2.685 người và diện tích là 33,8 km².
Ripalimosani giáp các đô thị: Campobasso, Castropignano, Limosano, Matrice, Montagano, Oratino.